# والتر أ. فريدمان
والتر أ. فريدمان (بالإنجليزية: Walter A. Friedman)‏ هو كاتب وأستاذ جامعي أمريكي، ولد في 7 يونيو 1962 في ليكسينغتون في الولايات المتحدة.